# Památník Juhana Smuula
Památník Juhana Smuula, estonsky Juhan Smuuli monument, je bronzová plastika posazená mezi žulové bludné balvany. Nachází se ve vesnici Koguva nedaleko pobřeží na ostrově Muhu v kraji Saaremaa v Estonsku. Dílo ztvárňuje významného místního estonského spisovatele a novináře, kterým byl Juhan Smuul (1922–1971).

## Další informace
Památník Juhana Smuula je zajímavě ztvárněná bronzová postava spisovatele v nadživotní velikosti, který má nasazené brýle, oblečený kabát, kalhoty a boty, hledí do dálky a zlehka sedí na žulovém balvanu. Kompozice pomníku má čtyři části, tři žulové bludné balvany a postavu. Postava má na levém rameni ptáka (zřejmě racek). Dílo, které vytvořil sochař Tõnu Maarand (* 1940) ve spolupráci s architektem Reinem Tomingasem, vzniklo v roce 1990 v Tallinnu, bylo poničeno vandaly (opravený prst a koleno) a málem ukradeno. Od roku 2006 se památník nachází ve vesnici Koguva. Dílo má hmotnost asi 3500 kg a jeho výška je 3,5 m. Od roku 1995 je památník památkově chráněn.